# 香港熱帶氣旋警告信號

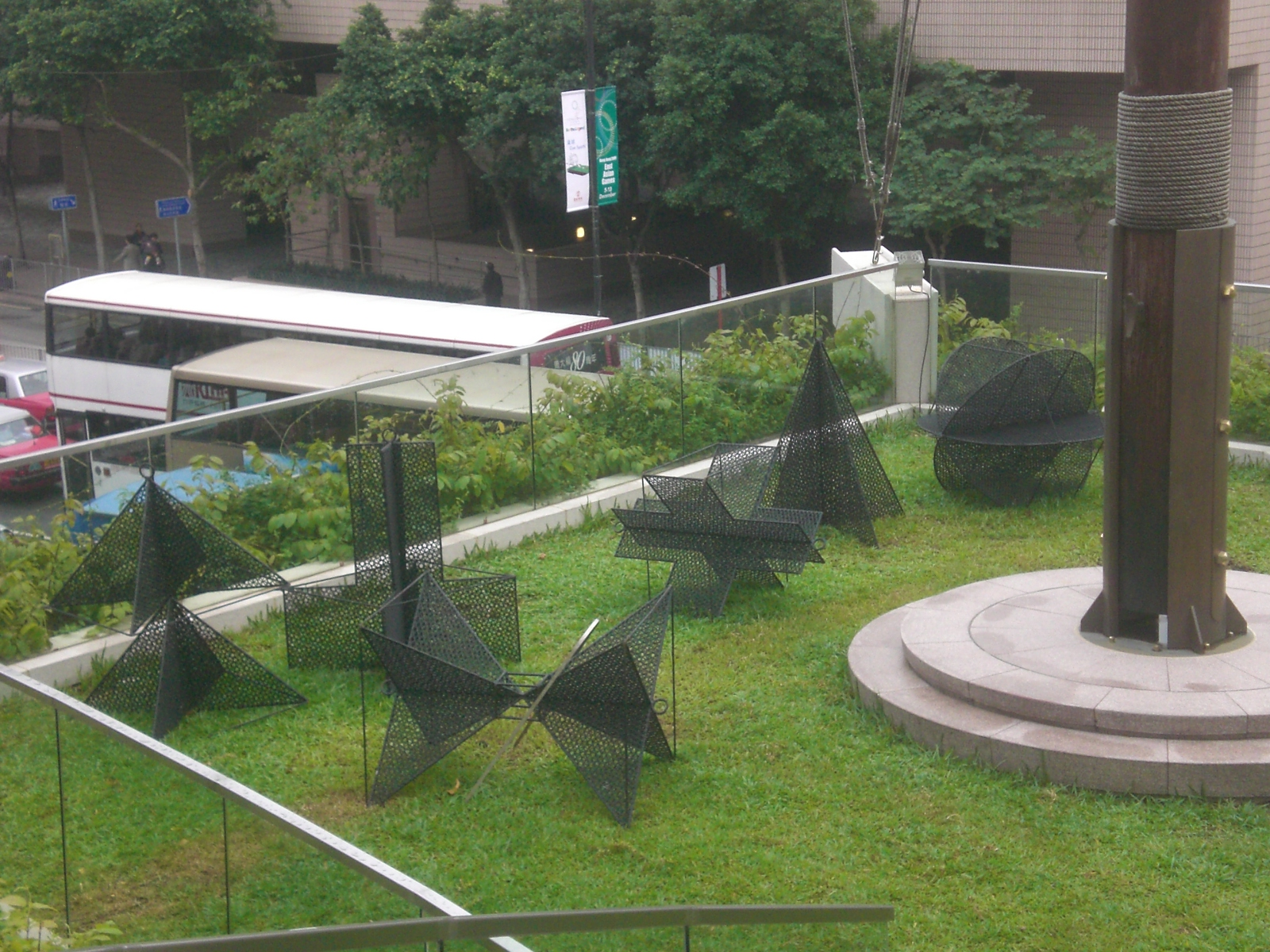
各種懸掛信號的圖樣，現展示於1881。右方的為不屬於熱帶氣旋警告信號的強烈季候風信號。

當熱帶氣旋可能或已經影響香港時，香港天文台便會發出熱帶氣旋警告信號（俗称「风球」），目的是以簡單容易理解的信號，警告市民熱帶氣旋為香港普遍地區帶來的風力威脅。熱帶氣旋警告信號系統獨立於其他氣象警告，可以與其他警告同時生效（例如暴雨警告信號、雷暴警告、山泥傾瀉警告、新界北部水浸特別報告、火災危險警告及酷熱天氣警告），與寒冷天氣警告同時生效的可能性極低，但仍有可能，因為香港的冬季甚少受熱帶氣旋吹襲，而熱帶氣旋影響香港時不會出現結霜，因此此警告不會與霜凍警告同時生效。另外熱帶氣旋警告信號亦不可與強烈季候風信號同時生效，因為熱帶氣旋警告信號是在香港風力受熱帶氣旋主導時發出，而強烈季候風信號則是在香港風力受季候風及其他因素主導時發出；如兩者同時影響香港，天文台需衡量哪一個系統主導香港風力，例如參考熱帶氣旋位置、香港普遍風向及露點，而決定發出相關信號。
熱帶氣旋警告信號將透過香港各電台及電視台廣播，其中各電視台會在節目播出期間顯示熱帶氣旋警告信號標誌。由於2002年前天文台以懸掛信號形式發佈熱帶氣旋警告信號，因此一般市民多會以「風球」稱呼。

## 歷史

### 懸掛風球數字系統及晚間燈號

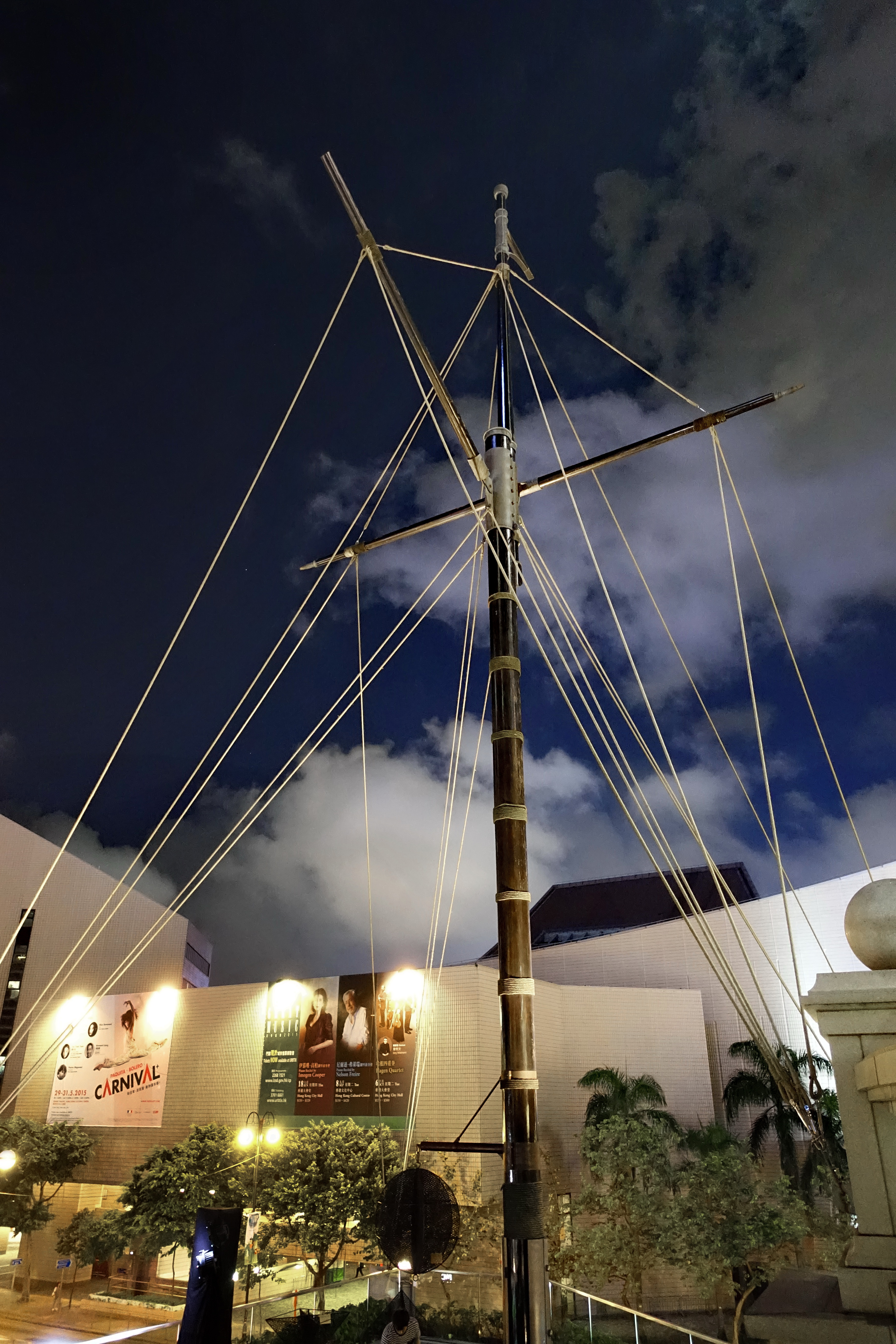
重置於1881時間球塔旁的颱風信號桿，當年提供港口船隻及市民發佈風球信息的功能。

1884年起，香港天文台總部和警署等部份政府建築物前，設有「信號站」，方便向海港內船隻提供熱帶氣旋的警告，初時是在尖沙咀水警總部（即現時的1881）採用一套以圓柱形、球形和圓錐形為信號的系統，向港內船隻發佈關於熱帶氣旋之情況及大約位置的消息。當時的信號系統大約如下：
- 黑色朝上錐體，代表熱帶氣旋集結在香港以北，或熱帶氣旋集結的緯度較香港更北；
- 黑色朝下錐體，代表熱帶氣旋集結在香港以南，或熱帶氣旋集結的緯度較香港更南；
- 黑色圓柱，代表熱帶氣旋集結在香港以西；
- 黑鼓，代表熱帶氣旋集結在香港以東；
- 鳴風炮，當風力達烈風程度時鳴一響風炮警告；當預料風力達颶風程度時，則鳴兩響風炮[1]。

當天文台發出熱帶氣旋警告信號時，會在各信號站懸掛俗稱「風球」或「波」的熱帶氣旋警告信號實物標誌，結束時「除下」，晚上則使用白燈、綠燈及紅燈的「晚間燈號標誌」顯示警告信號，以讓市民（特別是漁民）得悉，故稱「懸掛／除下風球」，或稱「掛波／扯波／落波」等。1960年代，全港曾多達42個信號站。
1907年5月27日起改用燃放炸藥，並懸掛「十」字型信號，取代鳴風炮，1937年最後使用。
1917年7月1日起，開始採用數字及標誌熱帶氣旋警告信號系統。當時的信號為一至七號：
- 一號為紅色朝上錐體 ，代表有一個熱帶氣旋可能令香港於24小時內吹烈風；
- 二號為黑色朝上錐體 ，代表烈風從北方吹襲；
- 三號為黑色朝下錐體 ，代表烈風從南方吹襲；
- 四號為黑色圓柱 ，代表烈風從東方吹襲；
- 五號為黑色球體 ，代表烈風從西方吹襲；
- 六號為黑色兩個上下相對的錐體 ，代表烈風增強；
- 七號為黑色十字 ，後改為 ，伴有三下引爆聲，代表颶風吹襲[6]。

1927年出現改動，一號信號由紅色朝上錐體改為紅色T字  。
當水警總部懸掛以上警告信號時，蚊尾洲、橫瀾島、赤柱、香港仔、筲箕灣、西貢、沙頭角及大埔的信號站會懸掛「輔助信號」，以通知本地及遠洋船隻警告生效，直到1931年廢止。
1930年4月28日至5月2日，香港天文台邀請來自越南、中國、徐家匯、中國洋關、韓國、日本、俄羅斯遠東、關東大連、青島、菲律賓、馬來亞和台灣等地區的氣象台台長或海事偵測機構代表於香港召開會議。香港天文台台長卡勒士頓在會議上指出，根據遠東亞熱帶地區的情況，香港本地的颱風警告信號較源自歐洲大陸的國際通行信號及印度的信號標準來得適用。菲律賓方面則指，香港的信號標準並未能完全適用於菲律賓，因香港的一號風球代表熱帶氣旋將在24小時內吹襲，對缺乏腹地和電報線容易吹斷的菲律賓而言，未能及時通知全國關於熱帶氣旋吹襲的消息。卡勒士頓回覆指，菲律賓提出之「四號風球代表『颱風危險但未會即時來臨』」並不適用於香港，因熱帶氣旋離香港200至300英里時，香港一般已能夠估算熱帶氣旋路徑；但熱帶氣旋吹襲菲律賓時，一般要離馬尼拉較近的距離才能較準確預知路徑。因此，為了菲律賓的安全，卡勒士頓認為香港亦需加入四號風球。1931年3月1日起，香港使用的熱帶氣旋警告系統，改為一至十號：
- 一號為T字形 ，是戒備信號，表示有熱帶氣旋可能影響香港；
- 二號為橫條形 ，代表強風從西南吹襲；
- 三號為倒T字形 ，代表強風從東南吹襲；
- 四號為菱形 ，代表有受熱帶氣旋吹襲危險，唯香港未即時受威脅（此信號用於菲律賓，但不用於香港。颱風信息以非本地信號傳達）；
- 五號為朝上錐體 ，代表烈風從西北吹襲；
- 六號為朝下錐體 ，代表烈風從西南吹襲；
- 七號為圓柱 ，代表烈風從東北吹襲；
- 八號為圓球 ，代表烈風從東南吹襲；
- 九號為兩個上下相對的錐體 ，代表烈風增強；
- 十號為十字形 ，並燃放3響炸藥，代表颶風吹襲[10]。

經1934年香港及菲律賓雙方協議，1935年1月1日起，廢除二號至四號風球，保留一號及五號至十號，而七號及八號的標誌，分別改為兩個朝上錐體  和兩個朝下錐體  。期間燃放炸藥的警告方式仍有同時使用，直至1937年最後使用，之後才全面採用數字系統。
一至十號信號系統成立初期，當水警總部懸掛一號風球時，香港仔、長洲、蚊尾洲、屏山、赤柱、筲箕灣、西貢、沙頭角、荃灣、大澳及橫瀾島的信號站會懸掛「輔助信號」： （當水警總部懸掛一號風球）及 （當水警總部懸掛五號至十號風球）。
1943年10月20日至1945年8月底，當時的日佔政府因戰爭時期使氣象預報物資短缺，遂暫時以上述的「輔助信號」為藍本，把一號及五號至十號風球精簡，改為只有一號及二號風球。其中  一號風球代表戒備或強風吹襲，意義與以往的一號風球、現在的一號及三號信號相同；  二號風球代表烈風或以上風力吹襲，意義與以往的五號至十號風球、現在的八號至十號信號相同。
英國恢復管治香港後，恢復一號及五號至十號信號。其後天文台在1950年1月1日至1956年4月14日期間設立「本地強風信號」（英語：Local Strong Wind Signal），警報包括季候風及強度較低的熱帶氣旋所引致的強風。隨後於1956年4月15日新增三號強風信號，形狀為倒T字形 ，以及推出強烈季候風信號，以區分由季候風和熱帶氣旋所引致的強風警報。此時信號系統為一號、三號、五號至十號。
其中五號至八號信號，均為代表烈風吹襲，所代表的風力相同，只是方向不同，但民間經常誤會是代表不同強度的風力，故1973年1月1日起，五號至八號信號，分別改稱為八號西北、八號西南、八號東北、八號東南，一直沿用至今。
1987年起，在懸掛/發出八號信號前2小時，天文台會發出預警信息，即現今天文台網頁的「熱帶氣旋之特別報告」。

### 信號由懸掛改為發出
隨着電子傳媒和通信科技的急速發展和普及，「懸掛實物標誌」的做法已顯得過時，1970年代起漸漸淘汰，信號站陸續結束運作，至2001年12月31日，最後一個信號站——長洲信號站結束運作，同時「晚間燈號標誌」系統亦廢除。「懸掛／除下風球」在香港正式成為歷史，從此「懸掛風球」、「仍然懸掛」、「除下風球」分別改稱「發出信號」、「仍然生效／維持」、「取消信號」。雖然「懸掛／除下風球」、「掛波／扯波／落波」的等已成歷史詞彙，但由於已深入民心多年，故民間至今仍保留作為俗稱。香港的媒體新聞報道亦常見「懸掛」、「除下」這些舊字眼與「發出」、「取消」這些新字眼共同使用。
至於澳門，當地氣象部門地球物理暨氣象局至今仍保留懸掛熱帶氣旋信號實物標誌及晚間燈號標誌的做法，而當地媒體亦使用「懸掛」、「除下」這些字眼。但氣象局在2018年開始亦改為使用「發出」、「生效」、「取消」字眼。
2017年，適逢數字熱帶氣旋警告信號系統設立100週年，天文台特意開設專頁 （页面存档备份，存于）介紹其歷史。

## 各類熱帶氣旋警告信號定義
熱帶氣旋警告信號的定義如下：
| 信號名稱                   | 信號標誌 | 信號之意義 | 應變措施 |
| -------------------------- | -------- | --- | --- |
| 一號戒備信號               |          | - 有一熱帶氣旋集結於香港約800公里的範圍內，可能影響香港。 - 境內離岸海域可能吹強風。 | 如需外出，應緊記有一熱帶氣旋正在接近香港，稍後可能影響外出計劃。留意最新的熱帶氣旋報告。 |
| 三號強風信號               |          | - 香港近海平面處現正或預料會普遍吹強風，持續風力每小時41至62公里，陣風可能超過每小時110公里，且風勢可能持續。 - 信號發出後12小時內香港風力會普遍加強，離岸海域及高地風勢更可能達烈風程度。 | - 應把易被吹倒物件縛緊。 - 把易被吹走物件搬回室內。 - 檢查及保持去水道暢通。 - 留意進一步的風暴消息。 |
| 八號西北烈風或暴風信號     |          | 香港近海平面處現正或預料會普遍吹烈風或暴風，並從信號（西北、西南、東北、東南）所示方向吹襲，持續風力每小時63至117公里，陣風可能超過每小時180公里，且風勢可能持續。                         | - 應在烈風出現前完成防風措施。 - 鎖緊門窗，上牢窗板及大閘。 - 在當風的大玻璃後貼上膠紙。 - 遠離當風窗戶，選擇一個房間在窗戶破裂時用作躲避。 - 停止一切水上活動。                                                                        |
| 八號西南烈風或暴風信號     |          | 香港近海平面處現正或預料會普遍吹烈風或暴風，並從信號（西北、西南、東北、東南）所示方向吹襲，持續風力每小時63至117公里，陣風可能超過每小時180公里，且風勢可能持續。                         | - 應在烈風出現前完成防風措施。 - 鎖緊門窗，上牢窗板及大閘。 - 在當風的大玻璃後貼上膠紙。 - 遠離當風窗戶，選擇一個房間在窗戶破裂時用作躲避。 - 停止一切水上活動。                                                                        |
| 八號東北烈風或暴風信號     |          | 香港近海平面處現正或預料會普遍吹烈風或暴風，並從信號（西北、西南、東北、東南）所示方向吹襲，持續風力每小時63至117公里，陣風可能超過每小時180公里，且風勢可能持續。                         | - 應在烈風出現前完成防風措施。 - 鎖緊門窗，上牢窗板及大閘。 - 在當風的大玻璃後貼上膠紙。 - 遠離當風窗戶，選擇一個房間在窗戶破裂時用作躲避。 - 停止一切水上活動。                                                                        |
| 八號東南烈風或暴風信號     |          | 香港近海平面處現正或預料會普遍吹烈風或暴風，並從信號（西北、西南、東北、東南）所示方向吹襲，持續風力每小時63至117公里，陣風可能超過每小時180公里，且風勢可能持續。                         | - 應在烈風出現前完成防風措施。 - 鎖緊門窗，上牢窗板及大閘。 - 在當風的大玻璃後貼上膠紙。 - 遠離當風窗戶，選擇一個房間在窗戶破裂時用作躲避。 - 停止一切水上活動。                                                                        |
| 九號烈風或暴風風力增強信號 |          | 烈風或暴風風力現正或預料將顯著加強。 | - 切勿外出，保持在戶內安全地方，遠離當風的門窗，以免被碎片擊中而受傷。 - 如門窗有損毀，應待安全情況下才修補。 - 如果身在戶外，應尋找一個安全的地方躲避，直至熱帶氣旋吹襲過後為止。                                                      |
| 十號颶風信號               |          | 風力現正或預料將達到颶風程度，持續風力每小時118公里以上，陣風可能達每小時220公里。 | - 颱風或以上強度的熱帶氣旋將正面吹襲香港（在距離香港100公里範圍或以內掠過）。 - 當風眼經過時，風勢可能會突然平靜，維持數分鐘至數小時；然後具破壞性的風力會突然從另一方向吹襲，本來被屏蔽的地區會變成當風。 - 停留在安全地點，切勿外出。 |

### 一號信號新增定義
2006年風季開始，一號戒備信號定義中新增「香港境內海域吹強風」的意義。因此當香港普遍地區不再受持續的強風影響，但離岸海域仍有強風時，天文台會以一號信號取代三號強風信號，提醒市民保持警覺。這與以往在港內不再受強風持續影響時即除下／取消所有熱帶氣旋警告信號的安排不同。

### 三號及八號信號參考範圍擴大
2007年風季開始，發出三號及八號信號的標準，由以往只參考啟德自動氣象站的維多利亞港內風力，擴展至參考青衣、長洲、沙田、打鼓嶺、赤鱲角／機場、西貢、濕地公園（2013年起，以流浮山取代）這8個涵蓋全港的近海平面自動氣象站，如其中半數（即4個）或以上錄得或預料錄得的風力達強風或烈風程度，且風勢可能持續，便會發出相應之三號或八號信號。
事實上，隨着1980年代至1990年代，政府在新界大量發展新市鎮及遷入大量人口，市民的活動範圍早已遠超維港兩岸，「唯維港」的測量標準已經過時，天文台繼而裝設了多個測風站，採集它們的數據作為發出信號標準。基於濕地公園站測得的風力數據有持續下降的趨勢，自2013年風季開始，由流浮山站接替。機場站位置於2024年起由香港國際機場中跑道遷移至北跑道。

### 相關法例
根據香港法例第62章《司法程序（烈風警告期間聆訊延期）條例》第5(1)(a)(i)條，八號或以上信號在香港法律中會統稱為「烈風警告」；而天文台在取消八號或以上信號後，天文台台長需根據該條例第5(2)條，盡快在憲報公告宣布該次「烈風警告」的開始與終止日期與時間。

## 熱帶氣旋警告信號歷史紀錄（由1946年至今）
下表為二次大戰以後香港天文台懸掛或發出各熱帶氣旋警告信號的頻率。留意同一熱帶氣旋襲港期間，天文台可能多次懸掛或發出同一級別的信號；不同方向的八號信號亦作多次計算。
| 年份                 | 1           | 3/本地強風 | 5/8西北   | 6/8西南   | 7/8東北   | 8東南     | 8總計     | 9    | 10   | 備註 | 歷時          |
| -------------------- | ----------- | ---------- | --------- | --------- | --------- | --------- | --------- | ---- | ---- | --- | ------------- |
| 1946年               | 7           | -          | 1         | 0         | 1         | 2 （1+1） | 4 （3+1） | 1    | 1    | - 十號信號：颱風無名，並創以下紀錄： - 二戰後全年首個襲港即令天文台懸掛十號信號的熱帶氣旋。 | 沒有資料      |
| 1947年               | 6           | -          | 1         | 0         | 1         | 0         | 1         | 0    | 0    | - 首次連續2年發出八號信號（1946年－1947年）。 |               |
| 1948年               | 5           | -          | 1         | 1         | 3         | 2         | 4         | 0    | 0    | - 颱風露絲襲港，並創以下紀錄： - 生效時間最長的八號西南信號：共維持11小時10分鐘。 - 全年4個襲港熱帶氣旋均令天文台懸掛烈風信號，是自1946年有紀錄以來惟一一次。 - 首次連續3年發出八號信號（1946年－1948年）。 | 沒有資料      |
| 1949年               | 4           | -          | 0         | 0         | 1         | 1 （0+1） | 1         | 1    | 0    | - 自1946至1949年以來，首次連續4年發出八號信號（1946年－1949年）。 | 沒有資料      |
| 1950年               | 2           | 3          | 0         | 0         | 1         | 1 （0+1） | 1         | 1    | 0    | - 首次連續5年發出八號信號（1946年－1950年）。 | 沒有資料      |
| 1951年               | 4           | 3          | 0         | 0         | 2         | 3 （2+1） | 4 （3+1） | 1    | 0    | - 首次連續6年發出八號信號（1946年－1951年）。 | 沒有資料      |
| 1952年               | 2           | 7          | 0         | 0         | 1         | 1         | 1         | 0    | 0    | - 首次連續7年發出八號信號（1946年－1952年）。 | 沒有資料      |
| 1953年               | 2           | 4          | 1         | 1         | 2         | 1 （0+1） | 4 （3+1） | 1    | 0    | - 沒有改掛其他風向信號下總計時間最長八號信號：颱風奧菲麗亞 八號東北信號維持29小時35分鐘。 - 首次連續8年發出八號信號（1946年－1953年）。 | 沒有資料      |
| 1954年               | 5           | 4          | 0         | 0         | 3         | 2 （0+2） | 5 （3+2） | 2    | 0    | - 颱風柏美娜襲港，是自二戰後首個在11月生效的九號信號。 - 首次連續9年發出八號信號（1946年－1954年）。 | 沒有資料      |
| 1955年               | 0           | 3          | 0         | 0         | 0         | 0         | 0         | 0    | 0    | - 惟一一年沒有一號信號，全年3個熱帶氣旋均直接懸掛相當於三號信號的本地強風信號，亦已是該年的最高信號。 | 沒有資料      |
| 1956年               | 5           | 4          | 0         | 0         | 0         | 0         | 0         | 0    | 0    | | 191小時25分鐘 |
| 1957年               | 4           | 9 （6+3）  | 1         | 1         | 2         | 2 （1+1） | 4 （3+1） | 0    | 1    | - 十號信號：颱風姬羅莉亞（T. Gloria），並創以下紀錄： - 最短的八號東南信號八：只維持20分鐘。 - 自1917年創立熱帶氣旋警告信號數字系統後第5次跳過九號信號，由八號信號直接改掛十號信號。 | 295小時45分鐘 |
| 1958年               | 4           | 5 （4+1）  | 0         | 0         | 1         | 0         | 1         | 0    | 0    | - 自1946至1954年以來，首次連續2年發出八號信號（1957年－1958年）。 | 214小時5分鐘  |
| 1959年               | 1           | 1          | 0         | 0         | 0         | 0         | 0         | 0    | 0    | - 自1946年起有記錄以來最淡風季，只有一號和三號信號各一次。 | 36小時35分鐘  |
| 1960年               | 11 （10+1） | 7 （5+2）  | 0         | 2 （1+1） | 2         | 2         | 3 （2+1） | 1    | 1    | - 十號信號：颱風瑪麗（T. Mary），並創以下紀錄： - 自二戰後及1973年元旦烈風信號改革前生效時間最長的八號信號：八號東北、東南信號共維持51小時27分鐘。 - 1973年元旦烈風信號改革前生效時間最長的八號東北信號：維持35小時35分鐘。 | 432小時35分鐘 |
| 1961年               | 6           | 7 （5+2）  | 1         | 2 （1+1） | 1         | 0         | 3 （2+1） | 1    | 1    | - 十號信號：颱風愛麗斯（T. Alice），並創以下紀錄： - 風眼直接穿過天文台總部上空。 - 自二戰後最早的九號和十號信號。 - 生效時間最短的十號信號，只維持2小時半。 - 香港境內沒有錄得颶風，是唯一不達標的十號信號。 - 自1946至1954年以來，首次連續2年發出八號信號（1960年－1961年）。 | 192小時55分鐘 |
| 1962年               | 4           | 3 （2+1）  | 0         | 1 （0+1） | 1         | 0         | 2 （1+1） | 1    | 1    | - 十號信號：颱風溫黛（T. Wanda），並創以下紀錄： - 天文台總部錄得有紀錄以來最低的海平面氣壓氣壓：953.2百帕斯卡。 - 天文台總部錄得有紀錄以來的每小時平均最高風速：133公里，亦是唯一一次於天文台總部錄得持續風力達颶風水平的十號信號。 - 天文台總部錄得有紀錄以來的最高陣風：每小時259公里。 - 香港自二戰後在維多利亞港內的最高陣風：每小時284公里（大老山）。 - 香港自二戰後死亡人數最多的熱帶氣旋：183人死亡。 - 香港自1946年有紀錄以來最高的風暴潮：超過3米，外加2.2米天文大潮。 - 香港自1946年有紀錄以來最高的水位：海圖基準面以上5.4米（大埔滘）。 - 自1946至1954年以來，首次連續3年發出八號信號（1960年－1962年）。 | 158小時10分鐘 |
| 1963年               | 4           | 5 （4+1）  | 0         | 0         | 1         | 0         | 1         | 0    | 0    | - 自1946至1954年以來，首次連續4年發出八號信號（1960年－1963年）。 | 175小時50分鐘 |
| 1964年               | 11 （10+1） | 14 （9+5） | 1         | 3 （2+1） | 5         | 3 （1+2） | 8 （5+3） | 3    | 2    | - 十號信號：颱風露比（T. Ruby）、颱風黛蒂（T. Dot），並創以下紀錄： - 自1923年後，41年以來首次在同一年內兩度懸掛十號信號。 - 自二戰後，19年以來首次在同一年內三度懸掛九號或以上信號。 - 年內有5個熱帶氣旋令天文台懸掛八號或以上信號，成為二戰後發出最多八號信號的年份之一。 - 颱風桃麗達襲港，並創以下紀錄： - 熱帶氣旋警告信號總生效時間最長：共維持了161小時。 - 懸掛熱帶氣旋警告信號總時間最長：570小時15分鐘。 - 自1946至1954年以來，首次連續5年發出八號信號（1960年－1964年）。 | 570小時15分鐘 |
| 1965年               | 7           | 6 （5+1）  | 0         | 0         | 1         | 1         | 1         | 0    | 0    | - 自1946至1954年以來，首次連續6年發出八號信號（1960年－1965年）。 | 239小時40分鐘 |
| 1966年               | 6           | 5 （4+1）  | 0         | 0         | 2         | 2         | 2         | 0    | 0    | - 維持時間最短的三號信號：強烈熱帶風暴瑪媚，共維持1小時。 - 自1946至1954年以來，首次連續7年發出八號信號（1960年－1966年）。 | 284小時40分鐘 |
| 1967年               | 8           | 6 （4+2）  | 0         | 0         | 2         | 1         | 2         | 0    | 0    | - 4月9日最早掛起首個信號：颱風維奧利 - 自1946至1954年以來，首次連續8年發出八號信號（1960年－1967年）。 | 339小時10分鐘 |
| 1968年               | 7           | 7 （6+1）  | 0         | 2 （1+1） | 1         | 0         | 2         | 1    | 1    | - 十號信號：颱風雪麗（T. Shirley） 風眼直接穿過香港天文台總部上空 - 8月31日-9月3日維持時間最長的三號信號：強烈熱帶風暴比絲 共維持了71小時45分鐘。 - 自1946至1954年以來，首次連續9年發出八號信號（1960年－1968年）。 | 290小時10分鐘 |
| 1969年               | 4           | 2          | 0         | 0         | 0         | 0         | 0         | 0    | 0    | - 7月28日颱風維奧娜吹襲期間，天文台在12:00(夏)除下三號信號後境內風力增強，因此在同日18:25(夏)再度（直接）懸掛三號信號至翌日15:10(夏)。為1946年以來的惟一一次。 | 110小時15分鐘 |
| 1970年               | 6           | 8 （6+2）  | 2         | 1         | 2         | 0         | 2         | 0    | 0    | - 維持時間最短的八號西北信號：熱帶風暴露比 共維持了1小時半。 - 10月中旬香港受季候風影響，強烈季候風信號生效。當颱風林茵於16日迫近香港時，天文台除下強烈季候風信號，直接懸掛三號信號。 | 286小時45分鐘 |
| 1971年               | 9           | 10 （7+3） | 1         | 3 （2+1） | 2         | 2         | 4 （3+1） | 1    | 1    | - 十號信號：（T. Rose） 繼1962年颱風溫黛後，再次造成香港過百人死亡 - 自1960至1968年以來，首次連續2年發出八號信號（1970年－1971年）。 | 323小時25分鐘 |
| 1972年               | 8           | 6 （5+1）  | 0         | 0         | 1         | 1         | 1         | 0    | 0    | - 颱風蘇姍：懸掛一號信號次數最多的颱風（共4次）。 - 自1960至1968年以來，首次連續3年發出八號信號（1970年－1972年）。 | 288小時20分鐘 |
| 1973年               | 8           | 6 （5+1）  | 1 （0+1） | 1         | 1         | 0         | 2 (1+1)   | 1    | 0    | - 10月上旬香港受季候風影響，強烈季候風信號生效。當颱風娜拉於8日迫近香港時，天文台除下強烈季候風信號，直接懸掛三號信號。 - 自1960至1968年以來，首次連續4年發出八號信號（1970年－1973年）。 | 416小時50分鐘 |
| 1974年               | 12 （11+1） | 10 （8+2） | 0         | 0         | 2         | 1 （0+1） | 1         | 1    | 0    | - 自1960至1968年以來，首次連續5年發出八號信號（1970年－1974年）。 | 525小時20分鐘 |
| 1975年               | 8           | 6 （5+1）  | 1         | 0         | 0         | 1 （0+1） | 1         | 1    | 1    | - 十號風球：颱風愛茜（T. Elsie） 二戰後最遲懸掛十號信號 - 連續3年懸掛九號信號 - 自1960至1968年以來，首次連續6年發出八號信號（1970年－1975年）。 | 292小時20分鐘 |
| 1976年               | 6 （5+1）   | 6 （4+2）  | 0         | 0         | 2         | 2         | 2         | 0    | 0    | - 自1960至1968年以來，首次連續7年發出八號信號（1970年－1976年）。 | 351小時30分鐘 |
| 1977年               | 8           | 6 （5+1）  | 0         | 0         | 1         | 0         | 1         | 0    | 0    | - 9月16日維持時間最長的一號信號：颱風戴娜 共維持了124小時40分鐘。 - 9月16日至22日維持時間最長的熱帶氣旋警告信號：颱風戴娜 共維持了139小時10分鐘。 - 自1960至1968年以來，首次連續8年發出八號信號（1970年－1977年）。 | 395小時10分鐘 |
| 1978年               | 8           | 9 （6+3）  | 1         | 1         | 3         | 2         | 3         | 0    | 0    | - 強烈熱帶風暴愛娜斯是天文台於二戰後惟一一次為同一熱帶氣旋懸掛所有方向的八號信號，但並非連續懸掛。 - 自1960至1968年以來，首次連續9年發出八號信號（1970年－1978年）。 | 462小時10分鐘 |
| 1979年               | 5           | 5 （3+2）  | 1         | 0         | 2         | 2 （1+1） | 3 （2+1） | 1    | 1    | - 十號信號：颱風荷貝（T. Hope），並創以下紀錄： - 生效時間最短的九號信號，只維持25分鐘。 - 9月19日同時有兩個熱帶氣旋影響香港：強烈熱帶風暴蘭茜、強烈熱帶風暴麥克。 - 首次連續10年發出八號信號（1970年－1979年），打破1946至1954年及1960至1968年的紀錄。 | 281小時15分鐘 |
| 1980年               | 10          | 8 （7+1）  | 0         | 0         | 1         | 1         | 1         | 0    | 0    | - 首次連續11年發出八號信號（1970年－1980年）。 | 414小時05分鐘 |
| 1981年               | 5           | 4 （3+1）  | 0         | 0         | 1         | 1         | 1         | 0    | 0    | - 首次連續12年發出八號信號（1970年－1981年）。 | 202小時20分鐘 |
| 1982年               | 7           | 4          | 0         | 0         | 0         | 0         | 0         | 0    | 0    | | 247小時35分鐘 |
| 1983年               | 8 （7+1）   | 7 （5+2）  | 0         | 1         | 2         | 2 （1+1） | 3 （2+1） | 1    | 1    | - 十號信號：颱風愛倫（T. Ellen），並創以下紀錄： - 香港回歸前最後一次十號信號。 - 此後十號信號出現頻率由4年一次大幅減少至十多年一次，亦有14年沒再懸掛九號信號；直至2012年後再趨頻密。 | 289小時42分鐘 |
| 1984年               | 6           | 6 （5+1）  | 0         | 0         | 1         | 0         | 1         | 0    | 0    | - 沒有改掛更高信號及其他風向信號情況下總計時間最短的八號信號：強烈熱帶風暴雲茵 八號東北信號維持2小時40分鐘（6月25日04:30至07:10）。 - 自1970至1981年以來，首次連續2年發出八號信號（1983年－1984年）。 | 280小時02分鐘 |
| 1985年               | 5           | 4 （2+2）  | 1         | 0         | 0         | 1         | 2         | 0    | 0    | - 6月24日維持時間最長的八號西北信號：颱風哈爾 共維持了15小時45分鐘。 - 自1970至1981年以來，首次連續3年發出八號信號（1983年－1985年）。 | 193小時35分鐘 |
| 1986年               | 6           | 7 （5+2）  | 0         | 1         | 1         | 0         | 2         | 0    | 0    | - 7月11日至7月12日，颱風蓓姬襲港，除下八號信號後受強低空急流影響風力不跌反升，部分地區風力比懸掛八號信號時更強。 - 8月19日至9月5日期間，颱風韋恩多次轉向和逼近香港，天文台為其懸掛了3次熱帶氣旋警告信號，僅次1972年颱風蘇姍。 - 自1970至1981年以來，首次連續4年發出八號信號（1983年－1986年）。 | 305小時       |
| 1987年               | 7 （6+1）   | 1          | 0         | 0         | 0         | 0         | 0         | 0    | 0    | | 165小時45分鐘 |
| 1988年               | 6           | 4          | 0         | 0         | 0         | 0         | 0         | 0    | 0    | - 9月22日至9月23日期間，熱帶風暴瑪媚正面吹襲香港，但直到瑪媚在天文台總部以東約50公里附近掠過，天文台也沒有為其懸掛任何熱帶氣旋警告信號。而且在天文台出版的1988年熱帶氣旋年報沒有紀錄及製作報告，大部分市民被天文台矇騙，引起天文台內部極大爭議，部份職員不滿時任台長處理手法而離職。 | 204小時10分鐘 |
| 1989年               | 7           | 8 （6+2）  | 0         | 0         | 2         | 2         | 2         | 0    | 0    | | 306小時10分鐘 |
| 1990年               | 6           | 4          | 0         | 0         | 0         | 0         | 0         | 0    | 0    | | 245小時10分鐘 |
| 1991年               | 8           | 6 （5+1）  | 0         | 0         | 1         | 1         | 1         | 0    | 0    | - 9月16日至9月30日期間，颱風納德多次轉向和逼近香港，天文台為其懸掛了3次熱帶氣旋警告信號。 | 349小時55分鐘 |
| 1992年               | 5           | 5 （4+1）  | 0         | 0         | 1         | 1         | 1         | 0    | 0    | - 7月18日皇家香港天文台因為對熱帶風暴菲爾預測失誤和低估強度，預計香港不會受烈風影響而只懸掛三號強風信號，引起廣泛批評。結果天文台為7月22日強烈熱帶風暴加里懸掛一次不達標的八號信號。 - 9月沒有熱帶氣旋襲港。 - 自1983至1986年以來，首次連續2年發出八號信號（1991年－1992年）。 | 167小時05分鐘 |
| 1993年               | 8           | 9 （5+4）  | 0         | 0         | 2         | 4         | 4         | 0    | 0    | - 9月24日香港受東北季候風影響及黛蒂共同影響，早上懸掛強烈季候風信號。當颱風黛蒂於25日迫近香港時，天文台除下強烈季候風信號，直接懸掛三號信號，是自1973年10月颱風娜拉以來首個直接懸掛三號信號的熱帶氣旋。其後懸掛當年9月的第二個八號信號，是自1964年以來首次在9月內懸掛多於一次八號或以上信號的記錄。 - 全年4次懸掛八號信號，全部西面登陸。 - 自1983至1986年以來，首次連續3年發出八號信號（1991年－1993年）。 | 325小時40分鐘 |
| 1994年               | 4           | 3          | 0         | 0         | 0         | 0         | 0         | 0    | 0    | - 全年沒有達颱風或以上強度的熱帶氣旋襲港。 | 138小時10分鐘 |
| 1995年               | 8           | 6 （3+3）  | 2         | 2         | 1         | 1         | 3         | 0    | 0    | - 8月受強烈熱帶風暴海倫及強颱風肯特正面吹襲影響懸掛八號信號 | 348小時50分鐘 |
| 1996年               | 7           | 2 （1+1）  | 0         | 0         | 0         | 1         | 1         | 0    | 0    | - 9月9日颱風莎莉 香港回歸前最後一次懸掛三號和八號信號 - 10月19日颱風貝芙 香港回歸前最後一次懸掛熱帶氣旋警告信號 - 自1991至1993年以來，首次連續2年發出八號信號（1995年－1996年）。 | 189小時       |
| 1997年               | 2           | 3 （2+1）  | 0         | 1 （0+1） | 1         | 0         | 2         | 1    | 0    | - 7月31日至8月3日九號信號：颱風維克托 繼1983年颱風愛倫後，14年以來首次懸掛九號信號 香港回歸以來首次懸掛熱帶氣旋警告信號 - 9月沒有熱帶氣旋襲港，是1992年以來首次。 - 全年所有襲港熱帶氣旋皆令天文台懸掛三號或以上信號及所有襲港熱帶氣旋都在南海生成。 - 自1991至1993年以來，首次連續3年發出八號信號（1995年－1997年）。 | 97小時30分鐘  |
| 1998年               | 5           | 2          | 0         | 0         | 0         | 0         | 0         | 0    | 0    | | 188小時35分鐘 |
| 1999年               | 10 （9+1）  | 13 （8+5） | 4         | 3 （2+1） | 2 （1+1） | 0         | 7 （5+2） | 2    | 1    | - 二次大戰後最早懸掛的八號信號：颱風利奧（5月2日13:30至4月20日17:30生效）。 - 十號信號：颱風約克（T. York），並創以下紀錄： - 繼1983年颱風愛倫後，16年以來首次十號信號。 - 生效時間最長的十號信號，長達11小時。 - 香港回歸以來首次十號信號。 - 最後一次以懸掛方式發出九號和十號信號。 - 同年懸掛兩次九號或以上信號：颱風瑪姬（T. Maggie）、颱風約克（T. York），自1964年以來首次。 - 強烈熱帶風暴錦雯於9月26日懸掛9月第二個八號信號，是自1993年以來首次在9月內懸掛兩次八號或以上信號。 - 颱風丹尼急轉彎遠離，天文台由三號信號改掛一號信號，為2006年一號信號定義修訂前最後一次。 - 同年內共有5個熱帶氣旋吹襲距離香港50公里範圍，當中有4個直接橫過香港，創下空前紀錄。 - 年內有5個熱帶氣旋令天文台懸掛八號或以上信號，平1964年紀錄，成為二戰後發出最多八號信號的年份之一。 | 520小時       |
| 2000年               | 8           | 3          | 0         | 0         | 0         | 0         | 0         | 0    | 0    | - 熱帶氣旋警告信號維持總時間最短： 熱帶低氣壓618，維持4小時半 - 熱帶低氣壓618是有紀錄以來最接近香港形成的熱帶氣旋。 - 熱帶低氣壓618是自1993年颱風黛蒂襲港後，7年以來首次跳過一號信號，直接懸掛三號信號。 - 受強烈熱帶風暴瑪莉亞影響，天文台兩度懸掛熱帶氣旋警告信號，成為罕有連續兩年出現的「回馬槍」。 | 329時05分鐘   |
| 2001年               | 6           | 6 （4+2）  | 1         | 1         | 2         | 1         | 2         | 0    | 0    | - 天文台為颱風玉兔懸掛了整天的八號信號，但因其烈風圈細小，加上較預期偏西，故未能為香港帶來廣泛烈風。天文台因而被商界批評錯發八號信號，造成經濟損失，導致天文台對翌年八月的熱帶氣旋處理態度極度保守，更引發熱帶氣旋黃蜂事件及埋下派比安事件的導火線。 - 最後一個以懸掛方式發出熱帶氣旋警告信號的熱帶氣旋：颱風百合 | 253小時35分鐘 |
| 2002年               | 3           | 2 （1+1）  | 0         | 0         | 0         | 1         | 1         | 0    | 0    | - 首個「發出」熱帶氣旋警告信號的熱帶氣旋：強烈熱帶風暴北冕 - 繼1994年後，全年沒有達颱風或以上強度的熱帶氣旋襲港。 - 繼1997年後，所有襲港熱帶氣旋都在南海生成。 - 自1995至1997年以來，首次連續2年發出八號信號（2001年－2002年）。 | 144小時25分鐘 |
| 2003年               | 4           | 5 （3+2）  | 1         | 1 （0+1） | 1         | 1         | 3 （2+1） | 1    | 0    | - 強烈熱帶風暴天鵝於7月21日晚上遠離香港，天文台取消所有熱帶氣旋警告信號後，再在翌日晚上為颱風伊布都發出一號信號，為二戰後相距時間最短的熱帶氣旋警告信號。其後在伊布都襲港期間，天文台在風力未有減弱便以三號信號取代八號信號，惹起爭議。 - 自長洲信號站關閉後，首個「發出」而非「懸掛」的九號信號： 颱風杜鵑 - 自1995至1997年以來，首次連續3年發出八號信號（2001年－2003年）。 | 158小時       |
| 2004年               | 3           | 2 （1+1）  | 1         | 1         | 1         | 0         | 1         | 0    | 0    | - 9月沒有熱帶氣旋襲港，是1997年以來首次。 - 自1995至1997年以來，首次連續4年發出八號信號（2001年－2004年）。 | 77小時35分鐘  |
| 2005年               | 3           | 1          | 0         | 0         | 0         | 0         | 0         | 0    | 0    | - 7月29日位於南海的熱帶風暴天鷹引致長洲等離岸地區吹強風，但香港天文台以風暴遠離為由未有發出任何信號，事件再次引起爭議。 - 8月12日最晚發出首個一號信號：強烈熱帶風暴珊瑚（S.T.S. Sanvu）。 | 142小時45分鐘 |
| 2006年               | 10 （7+3）  | 3          | 0         | 0         | 0         | 0         | 0         | 0    | 0    | - 經過上年熱帶風暴天鷹事件，一號信號的「影響香港」一詞由該年起將包含「香港境內海域吹強風」的意義。由該年起，大部份熱帶氣旋威脅減少時，天文台均改發一號信號，取代三號信號（主要看熱帶氣旋是不是仍有威脅及離岸是否仍然持續吹強風）。 - 8月3日颱風派比安突然持續以較預報為偏北路徑接近香港，令香港進入派比安的烈風範圍，整天與香港保持西南約260公里的距離，令香港一度持續吹烈風，實測風力甚至比大部份過去的八號信號和部份九號信號更強烈，但天文台以「維港沒有錄得持續烈風」為由，而沒有發出八號信號，惹來強烈不滿及指責。 事件促成同年年末天文台對熱帶氣旋警告信號系統作出全面檢討，並就發出三號及八號信號的參考範圍作出修訂，引入由8個參考自動氣象站組成的測風網絡。 - 連續兩年沒發出八號或以上信號。 | 317小時50分鐘 |
| 2007年               | 4 （3+1）   | 3 （2+1）  | 0         | 1         | 0         | 0         | 1         | 0    | 0    | - 經過2006年派比安事件，天文台全面檢討後的新措施正式生效，改變發出三號及八號信號的參考範圍。 - 8月10日強烈熱帶風暴帕布： 自2000年強烈熱帶風暴瑪莉亞後首個「回馬槍」 2004年熱帶風暴圓規襲港後，3年以來首個八號信號。 同時成為自改變發出三號及八號信號的參考範圍後第一次發出三號和八號信號，以及首次「達標」的三號信號。 - 10月2日至3日，受強烈熱帶風暴利奇馬和東北季候風之共同影響，香港多處地區吹強風，而天文台認為境內受東北季候風的影響較為明顯，故發出強烈季候風信號，而沒有發出熱帶氣旋警告信號。 - 繼2002年後，全年沒有達颱風或以上強度的熱帶氣旋襲港。 | 86小時50分鐘  |
| 2008年               | 8 （6+2）   | 9 （5+4）  | 2         | 2 （1+1） | 3         | 2         | 5 （4+1） | 1    | 0    | - 二次大戰後最早發出的三號信號：颱風浣熊。 - 最長九號信號（1931年改制起計）及最短八號西南信號：颱風鸚鵡 九號信號維持11小時，八號西南信號維持2小時。 - 颱風鸚鵡成為在2007年改變發出三號及八號信號的參考範圍後，第1個「達標」的八號信號；颱風黑格比則是第2個「達標」八號信號。 - 繼1999年以來，天文台再次於年內發出四次八號或以上信號。 - 年內有2個熱帶氣旋進入香港境內，自1999年以來首次。 - 自2001至2004年以來，首次連續2年發出八號信號（2007年－2008年）。 | 347小時       |
| 2009年               | 13 （8+5）  | 9 （6+3）  | 1         | 1 （0+1） | 1         | 2         | 4 （3+1） | 1    | 0    | - 天文台實施新熱帶氣旋分級制度，原有「颱風」再分拆為「颱風」、「強颱風」、「超強颱風」。 - 連續2年發出九號信號：2008年颱風鸚鵡和2009年颱風莫拉菲，1973年至1975年以來首次。 - 維持時間最短的八號西南信號：颱風莫拉菲 維持2小時，平2008年颱風鸚鵡紀錄。 - 颱風巨爵成為改變發出三號及八號信號的參考範圍後，第3個「達標」的八號信號。 - 10月11日至12日，受超強颱風芭瑪和東北季候風之共同影響，華南沿岸風勢逐漸增強，由於香港天氣主要受東北季候風主導，故天文台發出強烈季候風信號。 - 2009年亦是在2000年代中最多熱帶氣旋襲港的一年，有8個熱帶氣旋襲港。 - 自2001至2004年以來，首次連續3年發出八號信號（2007年－2009年）。 | 255小時30分鐘 |
| 2010年               | 8 （6+2）   | 3          | 0         | 0         | 0         | 0         | 0         | 0    | 0    | - 強烈熱帶風暴獅子山是繼2007年強烈熱帶風暴帕布後首個「回馬槍」。 - 強颱風凡亞比為天文台新熱帶氣旋分級制度下首個襲港強颱風。 - 超強颱風鮎魚為天文台新熱帶氣旋分級制度下首個襲港超強颱風。 - 繼2005至2006年後，全年沒有發出八號或以上信號。 | 220小時       |
| 2011年               | 8 （5+3）   | 5 （4+1）  | 0         | 0         | 0         | 1         | 1         | 0    | 0    | - 颱風納沙是繼2009年颱風巨爵後，2年以來首次發出八號信號。 | 213小時       |
| 2012年               | 9 （5+4）   | 7 （4+3）  | 0         | 0         | 2         | 3 （2+1） | 4 （3+1） | 1    | 1    | - 最短八號東北信號：熱帶風暴杜蘇芮，維持1小時35分鐘，打破2008年颱風風神的紀錄。 - 十號信號：強颱風韋森特（S.T. Vicente），成為改變發出三號及八號信號的參考範圍後，第4個「達標」的八號信號；亦是更改參考站以來第1次，並創以下紀錄： - 21世紀以來首個十號信號。 - 自1999年颱風約克後，13年以來首個十號信號。 - 自長洲信號站關閉後，首個「發出」而非「懸掛」的十號信號。 - 與2018年超強颱風山竹並列為風暴中心距離香港最遠的十號信號，最接近香港距離：100公里。 - 另外韋森特襲港期間，其他生效的警告信號，包括黃色暴雨警告信號、山泥傾瀉警告、新界北部水浸特別報告及雷暴警告。 - 颱風啟德亦為在由香港天文台提供名稱的熱帶氣旋中，首個令天文台發出三號及八號信號的熱帶氣旋。 - 6月至8月期間香港已經5度受熱帶氣旋影響，其中3次更需發出8號或以上信號，平1971年的同期紀錄。 - 但9月沒有熱帶氣旋襲港，為2004年以來首次；亦是有紀錄以來，首次在拉尼娜現象影響下，9月沒有熱帶氣旋襲港。 - 年內最後一次發出熱帶氣旋警告信號是8月26日，是1992年之後最早結束的風季之一。 - 12月有熱帶氣旋進入距離香港800公里範圍：超強颱風寶霞，但受冬季季候風影響在南海消散，天文台無須發出熱帶氣旋警告信號。 - 自2007至2009年以來，首次連續2年發出八號信號（2011年－2012年）。 | 252小時45分鐘 |
| 2013年               | 10 （7+3）  | 6 （4+2）  | 1         | 1         | 0         | 1         | 2         | 0    | 0    | - 天文台就發出三號及八號信號的參考自動氣象站作出調整，由濕地公園改為流浮山。 - 11月9日至12日，受超強颱風海燕的廣闊環流和東北季候風之共同影響，香港普遍颳起偏東強風，由於當時海燕距離香港超過900公里，故天文台發出強烈季候風信號。 - 自2007至2009年以來，首次連續3年發出八號信號（2011年－2013年）。 | 292小時50分鐘 |
| 2014年               | 4 （3+1）   | 3 （2+1）  | 0         | 0         | 0         | 1         | 1         | 0    | 0    | - 颱風海鷗成為改變發出三號及八號信號的參考範圍後，第5個「達標」的八號信號；亦是更改參考站後首次。 - 自1983至1986年以來，首次連續4年發出八號信號（2011年－2014年）。 | 145小時45分鐘 |
| 2015年               | 4 （3+1）   | 3 （2+1）  | 1         | 0         | 0         | 0         | 1         | 0    | 0    | - 超強颱風美莎克，是自2008年颱風浣熊後，7年以來首個於4月進入距離香港800公里範圍的熱帶氣旋；但美莎克減弱消散，天文台無須發出熱帶氣旋警告信號。 - 颱風蓮花是2007年改變發出三號及八號信號的參考範圍後，首個連三號信號也不達標的八號信號，及首個沒有參考自動氣象站錄得烈風的八號信號。 - 連續兩年於8月沒有熱帶氣旋襲港，是自1946年有紀錄以來首次於8月至9月沒有熱帶氣旋襲港。 - 自1970至1981年以來，首次連續5年發出八號信號（2011年－2015年）。 | 136小時50分鐘 |
| 2016年               | 11 （9+2）  | 4 （3+1）  | 2         | 2         | 0         | 0         | 2         | 0    | 0    | - 5月熱帶低氣壓成為繼2008年颱風浣熊以來首個於6月前襲港的熱帶氣旋，亦是首次於厄爾尼諾現象下在6月前發出全年首個熱帶氣旋警告信號。 - 超強颱風海馬成為繼1995年颱風斯寶後，21年以來首個在10月發出的八號信號。 - 2016年是2010年代最多熱帶氣旋襲港的1年，共9個熱帶氣旋襲港，亦是有紀錄以來，最多熱帶氣旋襲港的厄爾尼諾年。 - 自1970至1981年以來，首次連續6年發出八號信號（2011年－2016年）。 | 280小時10分鐘 |
| 2017年               | 12 （7+5）  | 11 （6+5） | 2         | 1         | 3         | 2 （1+1） | 6 （5+1） | 1    | 1    | - 數字熱帶氣旋警告信號系統設立100週年。 - 強烈熱帶風暴苗柏成為繼2007年強烈熱帶風暴帕布後，全年首個襲港即令天文台發出八號信號的熱帶氣旋，並繼2008年颱風鸚鵡後再有熱帶氣旋進入香港境內。 - 同年第二襲港熱帶氣旋熱帶風暴洛克是繼2008年颱風鸚鵡後首個登陸香港境內的風暴，亦是自1999年颱風利奧及颱風瑪姬後，18年以來首次全年首兩個襲港熱帶氣旋均發出八號信號，惟洛克襲港期間全港所有自動氣象站均沒錄得烈風，8個參考自動氣象站更沒有一個錄得強風，境內風力比2009年熱帶風暴浪卡及2015年颱風蓮花更弱，因此取代前兩者成為最弱的八號信號。 - 十號信號：超強颱風天鴿（Super T. Hato），自2012年強颱風韋森特後再次發出十號信號，成為改變發出三號及八號信號的參考範圍後，第6個「達標」的八號信號及更改參考站以來第2次，並創以下紀錄： - 自1983年颱風愛倫後，十號信號出現頻率首次縮減至10年內。 - 自1979年颱風荷貝後，再次於同一年代發出超過一次十號信號，亦是再次有超強颱風引致天文台發出八號或以上信號。 - 繼2009年後首次年內發出所有方向的八號信號 - 1971年以來首次年內發出所有熱帶氣旋警告信號（連同所有方向的八號信號） - 強烈熱帶風暴帕卡襲港，成為改變發出三號及八號信號的參考範圍後，第7個「達標」的八號信號及更改參考站以來第3次，並創以下紀錄： - 繼1966年以來，5日內兩度發出八號或以上熱帶氣旋信號。 - 年內第4個需發出八號或以上信號的熱帶氣旋，平1948年、1993年及2008年紀錄（若連同2016年超強颱風海馬，則是跨年連續第5個）。 - 1948年以來首次全年首4個熱帶氣旋帶來八號或以上信號。 - 繼1999年後，首次年內首4個熱帶氣旋均屬正面吹襲。 - 自2007年改變發出三號及八號信號的參考範圍後，首次在一週內發出兩次達標的八號信號。 - 強颱風卡努襲港，創以下紀錄： - 繼上年超強颱風海馬後，再次連續兩年在10月發出八號信號，亦是42年以來首次連續兩年在10月發出八號信號。 - 年內第5個需發出八號或以上信號的熱帶氣旋，平1964年、1999年紀錄，成為二戰後發出最多八號信號的年份之一。 - 自1970至1981年以來，首次連續7年發出八號信號（2011年－2017年）。 | 259小時40分鐘 |
| 2018年               | 12 （7+5）  | 7 （6+1）  | 0         | 0         | 1         | 1 （0+1） | 2 （1+1） | 1    | 1    | - 天文台於6月5日對熱帶風暴艾雲尼發出熱帶氣旋警告信號前出錯，於網頁、「我的天文台」應用程式、官方Twitter帳戶甚至政府新聞處天氣稿皆於上午10時40分提前公佈發出一號信號之消息，當中除新聞處天氣稿以及未受事件波及的天文台新設之Facebook專頁外，其餘官方渠道更錯誤顯示該天氣稿已在上午9時25分發佈。天文台隨即於上午11時05分刊登澄清啟事，指出一號信號正式生效時間為上午11時20分，「較早前因手民之誤，令信息提早發放」，並對造成公眾不便致歉。 - 熱帶風暴山神是繼2010年強烈熱帶風暴獅子山後首個「回馬槍」。 - 十號信號：超強颱風山竹（Super T. Mangkhut），自前年超強颱風天鴿後再次發出十號信號，成為改變發出三號及八號信號的參考範圍後，第8個「達標」的八號信號及更改參考站以來第4次，並創以下紀錄： - 連續兩年發出十號信號：1960年至1962年以來首次。 - 連續兩年發出九號信號：2008年至2009年以來首次。 - 自1979年颱風荷貝後，再次於同一年代發出3次十號信號。 - 與2012年強颱風韋森特並列為風暴中心距離香港最遠的十號信號，最接近香港距離：100公里。 - 十號信號生效時間長達10小時，成為二戰後生效時間第二長的十號信號，只僅次於1999年颱風約克；而兩股風暴襲港時間剛好相隔19年（9月16日）。 - 另外山竹襲港期間，其他生效的警告信號，亦與約克相同：包括紅色暴雨警告信號、山泥傾瀉警告、新界北部水浸特別報告及雷暴警告。 - 在影響香港前，距離香港約1110公里已需發出熱帶氣旋警告信號，是天文台首次針對距離香港1000公里外的熱帶氣旋發出熱帶氣旋警告信號。 - 超強颱風玉兔成為繼1993年颱風艾拉後，25年以來首個在11月生效的三號信號。 - 全年所有襲港熱帶氣旋皆令天文台發出三號或以上信號，為自1997年以來首次。 - 自1970至1981年以來，首次連續8年發出八號信號（2011年－2018年）。 | 422小時25分鐘 |
| 2019年               | 7 （5+2）   | 3 （2+1）  | 0         | 0         | 1         | 0         | 1         | 0    | 0    | - 熱帶低氣壓劍魚在離開香港時，由於預料其會移至越南中部沿岸後再以「回馬槍」再影響香港，加上離岸仍間中吹強風，故此劍魚在離開距離香港800公里警戒範圍後，天文台仍維持一號信號，期間劍魚曾一度遠離香港約1000公里。最後劍魚在海南島西南海域減弱為低壓區後，天文台才取消所有熱帶氣旋警告信號。 - 繼2007年後，全年沒有達颱風或以上強度的熱帶氣旋襲港。 - 自1970至1981年以來，首次連續9年發出八號信號（2011年－2019年）。 | 177小時25分鐘 |
| 2020年               | 6 （4+2）   | 7 （5+2）  | 0         | 0         | 2         | 1         | 3 (2+1)   | 1    | 0    | - 受當時仍為季風低壓的影響，香港風勢頗大，天文台7月31日早上發出強烈季候風信號。隨著其晚上發展為熱帶氣旋，天文台取消強烈季候風信號並直接發出三號強風信號。這是自2000年熱帶低氣壓618襲港後，20年以來首次跳過一號信號，直接發出三號信號；以及自1993年颱風黛蒂襲港後，首次以三號信號取代強烈季候風信號。 - 颱風海高斯是繼2009年颱風莫拉菲後，再度出現八號信號不達標的九號信號；亦是繼1991年強烈熱帶風暴布倫登後，相隔29年再次出現澳門發出最高熱帶氣旋警告信號而香港沒發出的情況。 - 因預料受強烈熱帶風暴紅霞和東北季候風的共同效應會為香港帶來不穩定天氣，天文台曾表示會發出熱帶氣旋警告信號，但由於隨後紅霞採取較為偏西路徑移動，並且天文台預料其在香港西南面800公里掠過，對香港直接威脅不大，表示發出熱帶氣旋警告信號的機會較低。然而，紅霞及後採取較為偏北路徑移動，並進入香港800公里範圍內。受紅霞外圍環流及東北季候風影響，9月18日至19日離岸風勢有所增強，雖香港吹東至東南風，加上受紅霞外圍雨帶不斷影響香港，顯示香港受紅霞影響較明顯，但天文台卻發出強烈季候風信號及雷暴警告之「陣風預報」警告相關風力威脅。 - 9月沒有熱帶氣旋襲港。 - 熱帶風暴浪卡襲港，創以下紀錄： - 繼2017年強颱風卡努後，再次於10月發出八號信號； - 繼2015年颱風蓮花及2017年熱帶風暴洛克後，第三個沒有參考自動氣象站錄得烈風及三號信號也不達標的八號信號。 - 全年所有襲港熱帶氣旋皆令天文台發出三號或以上信號，為2018年以來首次。 - 自1970至1981年以來，首次連續10年發出八號信號（2011年－2020年）。 | 194小時45分鐘 |
| 2021年               | 8 （4+4）   | 6 （4+2）  | 0         | 0         | 1         | 1         | 2         | 0    | 0    | - 7月6日同時有兩個熱帶氣旋影響香港：熱帶低氣壓及另一熱帶低氣壓，是1979年後首次。 - 因強烈熱帶風暴康森有機會影響香港，天氣不穩定，天文台曾表示會發出熱帶氣旋警告信號，但由於康森比早前預計的路徑偏南，令導致香港離岸吹強風的機會減低，故最後無需發出熱帶氣旋警告信號。 - 9月沒有熱帶氣旋襲港，亦是連續兩年的9月沒有熱帶氣旋襲港。 - 熱帶風暴獅子山襲港，創以下紀錄： - 受當時仍為低壓區的獅子山及東北季候風共同影響，香港風勢頗大，天文台10月6日晚上發出強烈季候風信號。隨著獅子山發展為熱帶氣旋並靠近香港，天文台10月8日凌晨取消強烈季候風信號並直接發出三號強風信號。這是自2020年熱帶風暴森拉克後再次跳過一號信號，直接發出三號信號，並以三號信號取代強烈季候風信號，亦是自1959年以來首次連續兩年有熱帶氣旋引致天文台直接發出三號強風信號，更是自1993年颱風黛蒂以來直接發出三號信號後，再需改發八號信號。 - 繼2016年超強颱風海馬及2017年強颱風卡努後，首次連續兩年需在10月發出八號信號。 - 風暴中心距離香港最遠的八號信號：最接近香港時距離為490公里，打破2020年熱帶風暴浪卡之440公里紀錄。 - 生效時間最長的八號東南信號：維持22小時，打破1978年強烈熱帶風暴愛娜斯之21小時45分鐘紀錄。 - 颱風圓規襲港，創以下紀錄： - 繼熱帶風暴獅子山後再次以三號信號取代強烈季候風信號，為1957年以來天文台首次需於同一年內兩度直接以三號信號取代強烈季候風信號；之後更需再次改發八號信號。 - 繼2017年超強颱風天鴿及強烈熱帶風暴帕卡以來，天文台再次於5日內兩度發出八號或以上熱帶氣旋信號。 - 自熱帶風暴獅子山的八號信號於10月10日上午4時40分取消後，至10月12日下午5時20分天文台再次發出八號信號，兩次八號信號只相隔60小時40分，成為有紀錄以來相隔最短八號信號，打破1966年強烈熱帶風暴露娜及強烈熱帶風暴瑪媚之75小時30分鐘紀錄。 - 繼1974年颱風嘉曼及颱風伊蘭後，天文台首次需於10月兩度發出八號信號； - 八號東北信號生效長達23小時20分，是自1973年烈風信號改革以來，生效時間最長的單一八號信號，打破三日前熱帶風暴獅子山所創下的22小時紀錄。 - 自1970至1981年以來，首次連續11年發出八號信號（2011年－2021年）。 - 超強颱風雷伊襲港，創以下紀錄： - 天文台於12月20日發出一號信號，打破了1974年颱風艾瑪的紀錄，成為香港踏入21世紀後首次於12月發出的熱帶氣旋警告信號，亦是二戰後最晚發出全年最後一個的熱帶氣旋警告信號。 | 282小時50分鐘 |
| 2022年               | 8 （6+2）   | 8 （5+3）  | 1         | 0         | 2         | 3         | 3         | 0    | 0    | - 颱風暹芭是繼2017年強烈熱帶風暴苗柏後，5年以來全年首個襲港即令天文台發出八號信號的熱帶氣旋，亦是首個在回歸紀念日令天文台發出八號信號的熱帶氣旋。 - 自1970至1981年以來，首次連續12年發出八號信號（2011年－2022年）。 - 自1946年有紀錄以來，首次連續三年9月沒有熱帶氣旋襲港。 - 強烈熱帶風暴尼格襲港，創以下紀錄： - 繼2018年超強颱風玉兔後，4年以來首次有熱帶氣旋於11月襲港。 - 繼1972年颱風柏美娜後，半世紀以來首次在11月發出八號信號。 | 315小時10分鐘 |
| 2023年               | 8 （5+3）   | 6 （3+3）  | 1         | 0         | 3 （2+1） | 2         | 5 （3+2） | 2    | 1    | - 颱風泰利是繼上年颱風暹芭後，全年首個襲港即令天文台發出八號信號的熱帶氣旋，亦是天文台37年以來首次連續2年針對年內首個襲港的熱帶氣旋發出八號信號。 - 首次連續13年發出八號信號（2011年－2023年），成為自1946年有紀錄以來連續發出八號信號最多的年份。 - 十號信號：超強颱風蘇拉（Super T. Saola），自2018年超強颱風山竹後再次發出十號信號，成為改變發出三號及八號信號的參考範圍後，第9個「達標」的八號信號及更改參考站以來第5次，並創以下紀錄： - 繼2017年超強颱風天鴿後再次有超強颱風引致天文台發出九號或以上信號。 - 繼2020年颱風海高斯後再次發出九號信號。 - 繼1962年颱風溫黛後再次於開學日發出十號信號，而兩股風暴襲港時間剛好相隔61年（9月1日）。 - 繼2019年熱帶低氣壓劍魚後，4年以來首個在9月襲港的熱帶氣旋。 - 另外蘇拉襲港期間，其他生效的警告信號，包括黃色暴雨警告信號、新界北部水浸特別報告及雷暴警告。 - 強颱風小犬襲港，創以下紀錄： - 繼2021年颱風圓規後，天文台2年以來再次於10月發出八號信號。 - 繼1999年颱風瑪姬及颱風約克後，24年以來首次於同年發出兩次九號或以上信號。 - 繼1975年颱風愛茜以來，天文台48年以來首次於10月發出九號信號。 - 繼2020年颱風海高斯後，再度出現八號信號不達標的九號信號，更是首個三號信號亦不達標的九號信號。 | 262小時13分鐘 |
| 2024年               | 11 （7+4）  | 7 （5+2）  | 0         | 0         | 2         | 0         | 2         | 0    | 0    | - 熱帶風暴馬力斯襲港，創以下紀錄： - 繼2016年5月熱帶低氣壓後，8年以來首個於6月前襲港的熱帶氣旋。 - 自2008年颱風浣熊後，16年以來首個於6月前襲港的獲命名風暴。 - 生效時間最短的一號信號：只維持1小時。 - 首次連續14年發出八號信號（2011年－2024年）。 - 颱風潭美襲港，天文台發出自2007年採用8個參考自動氣象站測風網絡後，風暴中心距離香港最遠的三號信號，最接近香港距離：550公里，打破了2016年超強颱風莎莉嘉及2020年熱帶風暴森拉克之520公里紀錄。 - 超強颱風銀杏成為繼2022年強烈熱帶風暴尼格後，2年以來首個於11月襲港的熱帶氣旋。 - 颱風桃芝襲港，創以下紀錄： - 自1954年超強颱風柏美娜及超強颱風露比後，天文台70年以來首次於11月內兩度發出熱帶氣旋警告信號。 - 自2022年強烈熱帶風暴尼格後，2年以來首次在11月發出八號信號。 - 自二戰後最晚全年最後發出的八號信號，打破了1972年強颱風柏美娜之11月8日紀錄。 - 由2020年熱帶風暴浪卡起計，歷來首次連續5年需於10月或之後發出八號或以上信號。 - 繼2015年颱風蓮花、2017年熱帶風暴洛克及2020年熱帶風暴浪卡後，第四個沒有參考自動氣象站錄得烈風及三號信號也不達標的八號信號。 - 超強颱風萬宜襲港，是天文台自1946年有紀錄以來首次於11月內三度發出熱帶氣旋警告信號。 |               |
| 2025年               | 7 （6+1）   | 3 （2+1）  |           |           | 1         | 1 （0+1） | 2 （1+1） | 1    | 1    | - 首次連續15年發出八號信號（2011年－2025年）。 - 十號信號：颱風韋帕（T. Wipha），自2023年超強颱風蘇拉後再次發出十號信號，成為改變發出三號及八號信號的參考範圍後，第10個「達標」的八號信號及更改參考站以來第6次，並創以下紀錄： - 繼2023年強颱風小犬後再次發出九號信號。 - 自1999年颱風約克後，26年來首個只以颱風強度而令天文台發出十號信號的熱帶氣旋。 |               |
| 總數 （1956-2024）   | 478         | 388        | 31        | 36        | 76        | 60        | 132       | 25   | 16   | |               |
| 年平均 （1956-2024） | 7.03        | 5.71       | 0.46      | 0.53      | 1.12      | 0.88      | 1.94      | 0.37 | 0.24 | |               |

註：三號信號或本地強風信號一欄中，1950年至1955年期間實為香港當時採用的「本地強風信號」，警報包括季候風及強度較低的熱帶氣旋所引致的強風，表中顯示的數字為因熱帶氣旋而懸掛「本地強風信號」的次數。
一號信號定義由2006年起增加「香港境內海域可能吹強風」的意義，此令大部分熱帶氣旋襲港後，天文台會改發一號信號，取代三號信號。因此2006年後一號戒備信號會顯示三個數字，兩個數字在括號內，左為第一發出數字，右則為取代三號數字，括號前的為該年總數目。另外以往亦有改發一號信號的紀錄，但較為罕見。
而三號及四個方向之八號信號同樣顯示三項數據，括號內左為取代較低信號的數字，右為取代更高信號的數字，括號前的為該年總數目。
而綜合八號信號的一欄，數字均視發出八號信號至取消八號信號（不包括轉方向）為一整體的數目，括號內左為取代較低信號的數字，右為取代更高信號的數字，括號前的為該年總數目。

### 最早發出全年首個熱帶氣旋警告信號
- 1967年超強颱風維奧莉，由4月9日12:00至4月10日09:00，共維持21小時。

### 最晚發出全年首個熱帶氣旋警告信號
- 2005年強烈熱帶風暴珊瑚，由8月12日10:40至8月13日18:45，共維持32小時5分鐘（1日8小時5分鐘）。

### 最早發出全年最後一個熱帶氣旋警告信號
- 1992年熱帶風暴馬克，由8月16日10:15至8月17日11:30，共維持25小時15分鐘（1日1小時15分鐘）。

### 最晚發出全年最後一個熱帶氣旋警告信號
- 2021年超強颱風雷伊，由12月20日11:20至12月21日12:20，共維持25小時（1日1小時），打破了1974年颱風艾瑪的紀錄，亦是歷來第二次及踏入21世紀後首次於12月發出熱帶氣旋警告信號。

### 總生效時間最長的熱帶氣旋警告信號
- 1977年颱風戴娜，由9月16日16:30至9月22日11:40，共維持139小時10分鐘（5日19小時10分鐘）。

### 總生效時間最短的熱帶氣旋警告信號
- 2000年熱帶低氣壓618，由6月18日21:15至6月19日01:45，只維持4小時半，（由發出信號至取消所有信號視為一次，改發較高或較低信號不分開計算）。

### 發出最多不同信號的年份
- 1964年、1971年及2017年，全部不同信號（包括所有方向的八號信號）均需發出，當中1964年亦為熱帶氣旋警告信號歷時最長的一年，全年共維持570小時15分鐘（23日18小時15分鐘）。

### 發出最少不同信號的年份
- 1955年，亦是唯一一年沒有發出一號戒備信號，全年3個熱帶氣旋均直接發出相當於現今三號信號的本地強風信號。

### 發出最多熱帶氣旋警告信號的年份
- 1974年，共發出11次（由發出信號至取消所有信號視為一次，改發較高或較低信號不分開計算）。

### 發出最少熱帶氣旋警告信號的年份
- 1959年及1997年，只發出2次（由發出信號至取消所有信號視為一次，改發較高或較低信號不分開計算）。當中1959年亦為熱帶氣旋警告信號歷時最短的一年，全年只維持36小時35分鐘（1日12小時35分鐘）。

### 熱帶氣旋警告信號生效日數最多的年份
- 1964年及1974年，各有34日生效。

### 熱帶氣旋警告信號生效日數最少的年份
- 1959年，只有4日生效。

## 熱帶氣旋警告信號生效時的措施

### 一號戒備信號
- 沒有特別措施

### 三號強風信號
- 教育局將宣佈幼稚園及特殊學校停課
  - 三號信號若在上午6:15仍然生效或在此前（預計）發出，教育局將宣佈幼稚園及特殊學校上午停課或全日停課
  - 三號信號若在上午11:15仍然生效或在此前（預計）發出，教育局將宣佈幼稚園及特殊學校下午停課
  - 教育局可視乎情況決定是否宣佈中小學停課
- 主題公園的所有戶外遊樂設施、空中纜車等可能暫停開放
- 昂坪360暫停開放

### 八號烈風或暴風信號
- 教育局將宣佈所有學校停課
  - 八號信號若在上午5:30仍然生效或在此前（預計）發出，教育局將宣佈所有上午校及全日制學校停課
  - 八號信號若在上午11:15仍然生效或在此前（預計）發出，教育局將宣佈所有下午校學校停課
  - 八號信號若在下午4:45仍然生效或在此前（預計）發出，教育局將宣佈所有夜校停課
  - 教育局可視乎情況決定是否全日停課
- 庇護工場暫停開放
- 大多數行業暫時停工，如主題公園暫停開放、銀行暫停營業、辦公室暫停辦公、貨櫃碼頭暫停貨櫃交收等，但股市透過遙距方式照常交易
- 昂坪360暫停開放
- 機場照常開放，但航班有可能會受影響（請留意航空公司通知）
- 港鐵提供有限度服務（請留意港鐵公司通知）
  - 如由三號信號改發八號信號：維持正常服務，但港鐵巴士只維持三小時服務，有需要時加派人手、加密鐵路、輕鐵及港鐵巴士班次以應付增加的客量；隨著熱帶氣旋逼近香港，班次會逐漸減少
  - 如由九號或十號信號改發八號信號：在安全情況下，鐵路（九號或十號信號時暫停服務的路段除外）維持有限度服務，列車班次約15分鐘一班；九號或十號信號時暫停服務的鐵路路段、輕鐵及港鐵巴士，會在安全情況下逐漸恢復服務，惟班次仍可能較疏
  - 天文台宣佈即將由八號信號改發較低信號：加派人手，預備在需要時加密鐵路、輕鐵及港鐵巴士班次，以應付增加的客量
- 電車、纜車、巴士及綠色小巴絕大部份路線暫停（請留意各交通工具營辦商通知）
  - 如由一號或三號信號改發八號信號：視乎需要及時間，可能暫停服務，亦可能維持正常服務，甚至加密班次以應付增加的客量，但會於短時間（通常為兩小時內）內暫停服務
  - 如由九號或十號信號改發八號信號／天文台宣佈即將由八號信號改發較低信號：視乎情況，可能繼續暫停服務，亦可能夠逐漸恢復服務
- 部份的士及紅色小巴維持有限度服務，但可能會加價及揀客（的士進行此等行為屬違法）
- 渡輪服務（包括港內線、港外線、街渡、澳門及廣東省航線）全部暫停
- 直昇機暫停服務
- 跨海大橋部份或全線封閉（實際情況視乎該處風勢而定），包括：青嶼幹線只開放下層，青嶼幹線上層、深圳灣大橋全線封閉；汀九橋、昂船洲大橋中線封閉；將軍澳跨灣大橋只開放車路
- 戲院、卡拉OK店等娛樂場所、部份食肆照常營業，但可能會提高收費

### 九號烈風或暴風風力增強信號或十號颶風信號
- 港鐵提供有限度服務（請留意港鐵公司通知）
  - 以下服務暫停：東鐵綫（羅湖／落馬洲↔紅磡）、屯馬綫（烏溪沙↔鑽石山、何文田↔尖東、荃灣西↔屯門）、機場快綫（全綫）、迪士尼綫（全綫）、東涌綫（九龍↔東涌）、觀塘綫（↔調景嶺）、荃灣綫（荔景↔荃灣）、港島綫（杏花邨↔柴灣）、南港島綫（金鐘↔利東）；所有輕鐵及港鐵巴士路綫
    - 即絕大部分地面及架空路段；值得注意的是，坊間經常誤會九號或十號信號時，所有隧道路段均仍維持有限度服務，但其實有部份會暫停服務（如觀塘綫藍田至調景嶺站）

  - 以下路段維持有限度服務，但班次會較疏、行車時間亦較長，且可能會隨時暫停服務而不另行通知：東鐵綫（紅磡↔金鐘）、將軍澳綫（全綫）、觀塘綫（黃埔↔）、荃灣綫（中環↔荔景）、港島綫（堅尼地城↔杏花邨）、屯馬綫（鑽石山↔何文田 、尖東↔荃灣西）、東涌綫（香港↔九龍）、南港島綫（利東↔海怡半島）
- 電車、纜車、巴士及小巴所有路線暫停
- 跨海大橋部份或全線封閉（實際情況視乎該處風勢而定），包括：青嶼幹線只開放下層，青嶼幹線上層、深圳灣大橋、港珠澳大橋、將軍澳跨灣大橋全線封閉。
如情況許可，汀九橋、昂船洲大橋中線封閉，南灣隧道東行封閉，而汀九橋亦只能前往大欖隧道；否則大橋須全線封閉。
- 其餘措施同八號信號

## 爭議

### 晚發一號信號
李本瀅在2009年5月11日正式接任天文台台長，其後在台長網誌指出熱帶氣旋警告的生效時數下降能減少對市民生活的干擾及提升社會效率。在他擔任台長的兩年間，天文台明顯較以往延遲發出一號戒備信號的時間。2009年強烈熱帶風暴蓮花及熱帶風暴浪卡吹襲香港期間，天文台在熱帶氣旋移至香港約400公里範圍時才發出一號戒備信號，一改以往作風。翌年超強颱風鮎魚襲港，天文台發出一號信號時，鮎魚已移至香港之東南偏南約570公里，引起社會廣泛討論及批評。時任天文台台長李本瀅博士在2010年10月29日在天文台「台長網誌」發表《何時才會發出一號戒備信號》，解釋天文台在鮎魚襲港時沒有早些發出一號信號的原因。亦有網民去信天文台詢問為何鮎魚距離香港不足700公里仍不發出熱帶氣旋警告信號，天文台回覆指，一號戒備信號的意義是表示有一熱帶氣旋集結於香港約800公里的範圍內，及可能影響香港，但並不是機械式地指每當有熱帶氣旋進入香港800公里的範圍內時，便要立即發出一號信號。天文台會就熱帶氣旋的情況而評估發出熱帶氣旋警告信號，譬如當一個熱帶氣旋移動速度快及有很大機會為香港帶來強風時，天文台甚至可以在熱帶氣旋還沒有進入距離香港800公里範圍時，便發出一號戒備信號；然而，當一個熱帶氣旋移動速度較慢及沒有顯著移向香港的趨勢時，一號信號便可能會較後發出。晚發一號信號的行為直至岑智明在2011年4月14日接替台長一職後才有改善。

### 熱帶風暴及強烈熱帶風暴正面襲港爭議
熱帶風暴之中心最高持續風力只達63至87公里。因此當一熱帶風暴襲港，可能因烈風範圍太小未能令香港吹烈風，要到近距離橫過香港才有機會為香港帶來烈風。一熱帶風暴能否為香港帶來烈風，除了烈風範圍大小，地形亦是一重要因素，所以熱帶風暴路徑上細微的改變足以令香港的風勢有很大的變化。天文台在多次應對熱帶風暴正面襲港之處理手法均引起爭議。
香港在1992年7月18日受熱帶風暴菲爾吹襲。天文台低估菲爾強度，菲爾在接近珠江口時迅速增強，橫瀾島錄得最高10分鐘平均風速每小時108公里，換算為海平面風速仍達暴風程度，顯示菲爾為強烈熱帶風暴。菲爾在當日上午9時最接近香港，在香港天文台之西北偏西約50公里掠過。在菲爾吹襲期間，香港普遍吹烈風，而天文台因預測失誤，預計香港不會受烈風影響而只是懸掛三號強風信號。但自此之後，每逢熱帶風暴橫過香港或非常接近香港，天文台也發出八號信號，因此出現了颱風利奧、熱帶風暴圓規、強烈熱帶風暴帕布 、颱風蓮花、熱帶風暴洛克等風力偏弱的八號烈風或暴風信號。利奧顯然受乾燥東北季候風影響快速減弱，圓規則因地形因素，帕布及洛克是烈風覆蓋範圍太小及風力結構鬆散，而蓮花則是登陸後出乎意料地急劇減弱，才令八號信號生效時風力嚴重不達標。
天文台在此情況下發出八號烈風或暴風信號，令市民誤以為通常八號烈風或暴風信號生效時風勢微弱，市民紛紛外出，甚至在岸邊追風。因此部份市民質疑，逢熱帶風暴橫過香港或非常接近香港，天文台也發出八號信號，此手法是否恰當，但是絕大部分熱帶風暴正面襲港的案例，現今科技而言是極難預測路徑上的細微改變，為安全起見天文台也傾向發出八號信號以避免預測失誤，令香港普遍受烈風影響時成為代罪羔羊。例如在2015年颱風蓮花的案例中，由於預測蓮花以颱風強度正面襲港甚或橫過境內，構成嚴重威脅，而蓮花之急劇減弱實屬難料，結果在香港地下天文台的Facebook專頁上，不少網民均支持天文台發出八號信號之決定。
自1992年的菲爾過後，在正面襲港的熱帶風暴中，只有1999年強烈熱帶風暴錦雯、2012年熱帶風暴杜蘇芮及2022年強烈熱帶風暴尼格正面吹襲香港時，才為香港海平面帶來短暫烈風。2007年強烈熱帶風暴帕布第二度襲港（當時以熱帶風暴強度橫過香港）期間，長洲一度錄得暴風，但烈風未有擴展至市面；同樣1999年颱風利奧以熱帶風暴強度正面吹襲時，利奧改變移動方向及受乾燥東北季候風影響減弱，香港海平面沒有吹烈風，以及熱帶風暴圓規由西北偏西轉為西北偏北登陸香港東面時，受地形屏蔽，烈風亦只局限於離岸及高地。而2017年熱帶風暴洛克橫過香港時，連強風也未能錄得。
強烈熱帶風暴之中心最高持續風力達88至117公里。天文台在多次應對強烈熱帶風暴正面襲港之處理手法均引起有關九號信號的討論。1997年颱風維克托正面襲港，在維克托減弱為強烈熱帶風暴的情況下仍然維持九號信號，直至風暴遠離香港才改掛八號信號。自此之後，每逢有颱風登陸前減弱為強烈熱帶風暴並橫過香港，天文台多會維持九號信號。因此，不少市民會誤以為當強烈熱帶風暴正面襲港時，天文台便會發出九號烈風或暴風風力增強信號。2012年9月22日，在天文台及地下天文台進行聯席會議時，天文台台長岑智明回應地下天文台查詢時明確表示，強烈熱帶風暴雖可為香港帶來暴風，但八號信號含義已包括暴風在內，因此只有當颱風以上級數的熱帶氣旋正面襲港，並且有可能令香港吹颶風時，才有機會發出九號信號。

## 判斷發出因素
每當有颱風在數小時內正面吹襲香港時，天文台的預報中心便開始忙碌，天氣預報員、新聞發佈員與台長各自分工，不斷用科學方法分析、對外發佈和討論颱風形勢。根據天文台規定，發出任何熱帶氣旋警告信號均須由天文台台長簽署作實。因此台長負責審視颱風移動路徑及速度、本地風力、氣壓等變化、衛星數據、雷達數據、風暴潮的預計幅度、大範圍大氣條件對颱風的影響等等的因素，與及透過分析雷達同事的匯報，從而決定發出與否。另外，天文台亦不斷引入現代化高科技協助預報天氣，包括1999年落成的多普勒雷達，它較傳統雷達更能準確測出颱風中心風力及路徑，對氣象人員何時發出信號起了關鍵作用，尤其是在同年颱風約克發出十號颶風信號的過程中功不可沒，亦因此隨後被天文台內部列入預報課程教材。
此外，天文台更和政府飛行服務隊合作，利用裝在飛機的儀器收集颱風資訊，由三維結構，風力，風向，溫度，濕度等，配合總部的電腦分析，令颱風預測路徑準確度提升了10–20%。從2016年起，天文台便在內部試驗熱帶氣旋路徑概率預報，從而顯示未來九天熱帶氣旋經過某地方的概率。此功能在2017年8月正式推出。

## 外部連結
- 香港天文台關於熱帶氣旋警告的說明 （页面存档备份，存于）
- 香港天文台教育資源：香港的熱帶氣旋警告系統 （页面存档备份，存于）
- 香港熱帶氣旋信號站的歷史 （页面存档备份，存于）
- 香港各種風球信號和夜間燈號 （页面存档备份，存于）
- 城市的現代化 （页面存档备份，存于），香港天文台
- YouTube上的熱帶氣旋警告-第一部份
- YouTube上的熱帶氣旋警告-第二部份
- YouTube上的1946年以來天文台發出的10號颶風信號
- YouTube上的氣象冷知識：數字颱風信號百年來的演變
- YouTube上的氣象冷知識：風球‧郵寄
- YouTube上的氣象冷知識：「風球」的「真身」
- YouTube上的氣象冷知識：熱帶氣旋警告信號
- 香港天文台－熱帶氣旋警告信號狀況 （页面存档备份，存于）
- 香港天文台－預警八號熱帶氣旋警告信號之特別報告狀況 （页面存档备份，存于）
- 香港天文台－風暴潮信息 （页面存档备份，存于）
- 香港天文台教育資源：熱帶氣旋與東北季候風的共同影響 （页面存档备份，存于），陳積祥，2010年3月